# Dalmati italiani
I dalmati italiani sono gli abitanti italiani autoctoni della Dalmazia, una regione storico-geografica adriatica che dagli anni novanta è compresa nei confini di Croazia, Bosnia-Erzegovina e Montenegro. All'inizio del XXI secolo sono ridotti ad alcune centinaia nella loro terra, a cui vanno ad aggiungersi diverse migliaia dell'esodo giuliano-dalmata, ma quest'ultimi ormai generalmente integratisi e assimilatisi nelle comunità d'adozione.

## Storia

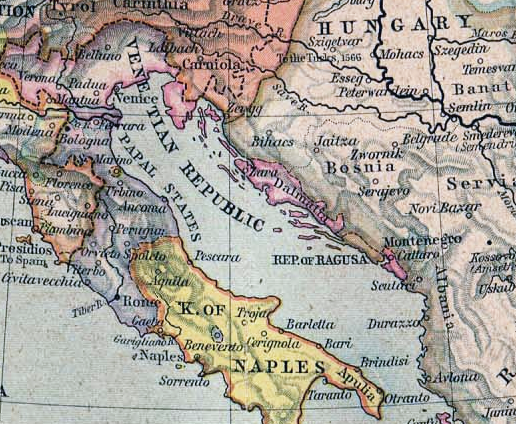
La Dalmazia rientrante nei confini della Repubblica di Venezia, 1560

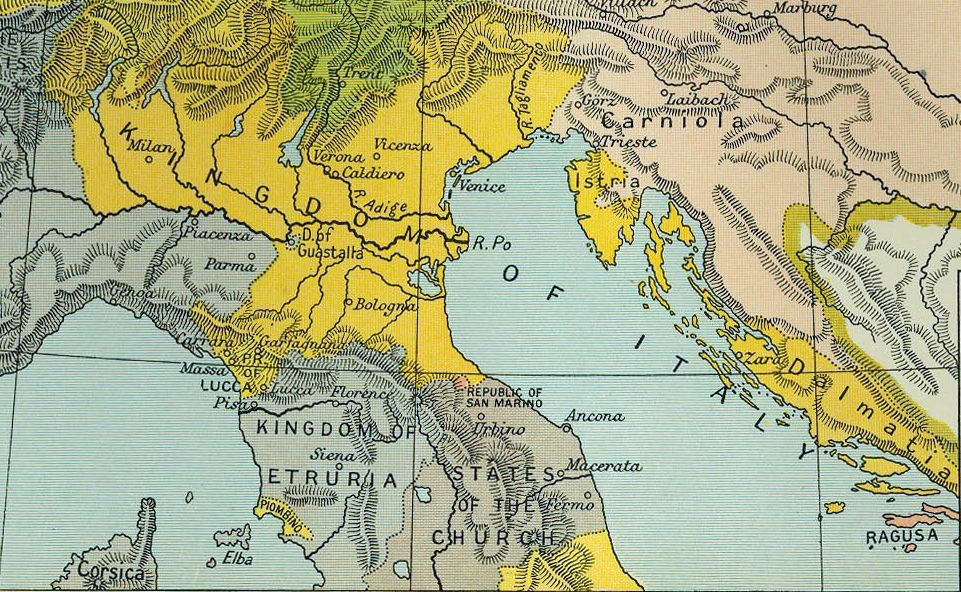
Il Regno d'Italia napoleonico nel 1807
includeva anche l'Istria e la Dalmazia già veneziane

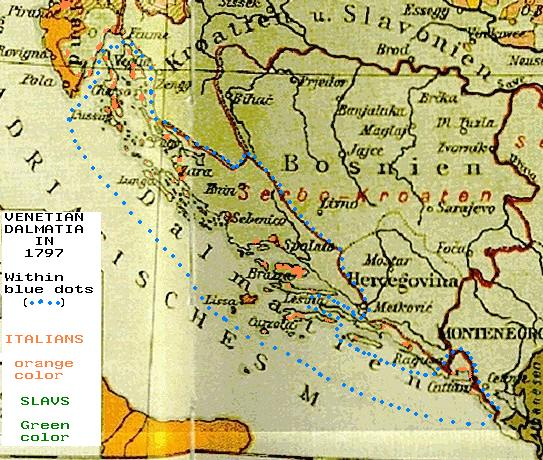
Mappa linguistica austriaca del 1896, su cui sono riportati i confini (segnati con pallini blu) della Dalmazia veneziana nel 1797. In arancione sono evidenziate le zone dove la lingua madre più diffusa è l'italiano, mentre in verde quelle dove sono più diffuse le lingue slave

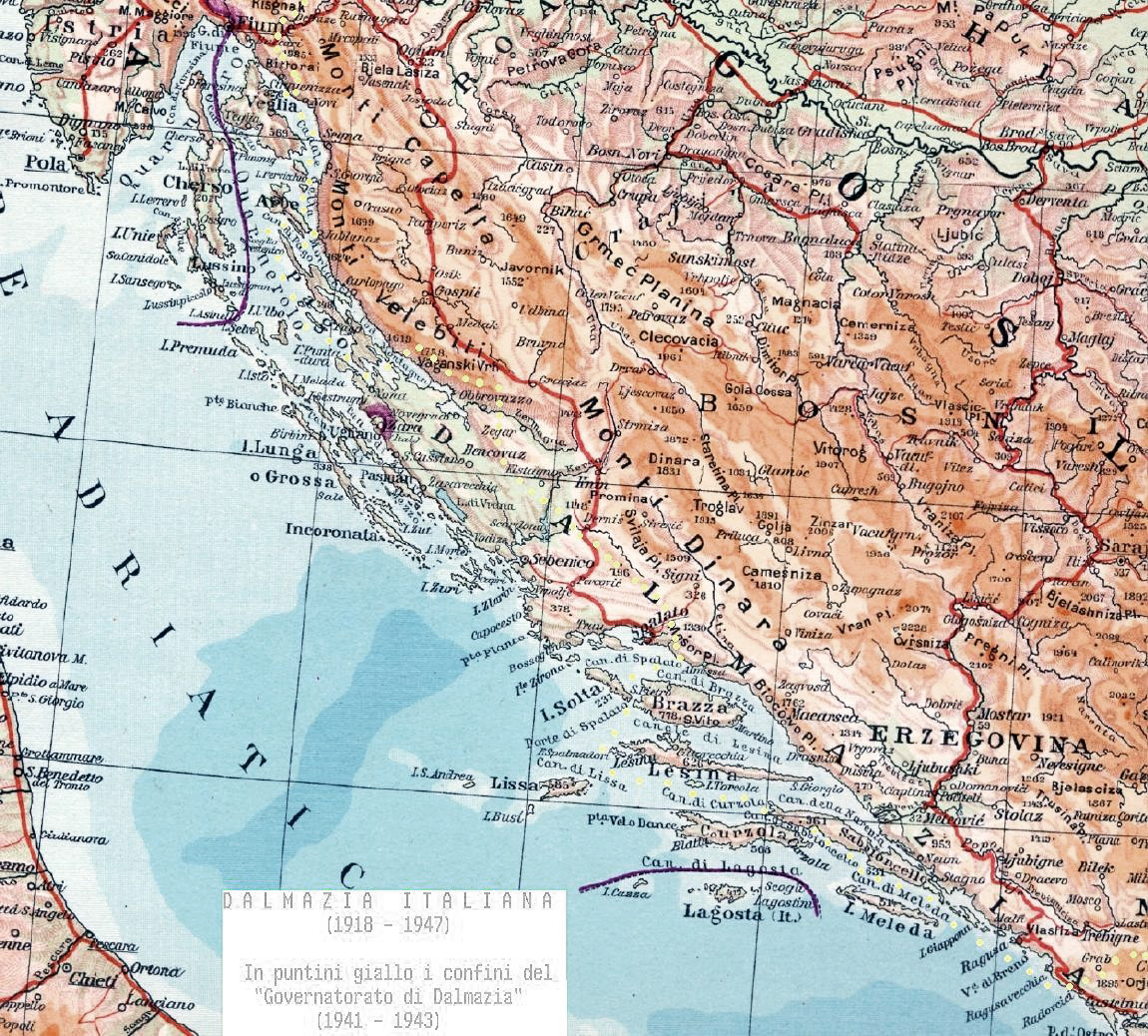
Dalmazia italiana. In viola i confini del Regno d'Italia tra il 1918 e il 1947, con le isole di Cherso e Lussino vicino all'Istria, la provincia di Zara al centro e le isole di Lagosta e Cazza a sud.
In giallo i confini del governatorato di Dalmazia tra il 1941 e il 1943, durante la seconda guerra mondiale.

Nell'odierna Dalmazia sopravvivono comunità italiane di modesta entità numerica, divise tra gli Stati di Croazia e Montenegro, ultima testimonianza di una presenza bimillenaria di genti prima illirico-latine e poi neoromanze, che ha enormemente influenzato la regione e che ha le sue radici nelle popolazioni sopravvissute alle invasioni slave, o con quest'ultimi fusesi pur mantenendo caratteri distintivi propri.
Gli attuali dalmati italiani sono, infatti, gli ultimi epigoni dei latini e delle popolazioni che parlavano lingue neoromanze nella regione (lingua dalmatica), oltre che dei veneti e, in misura minore, dei pugliesi, marchigiani, romagnoli, friulani, toscani trapiantatisi nei territori adriatici d'oltremare della Repubblica di Venezia e della Repubblica di Ragusa.
Secondo il linguista Matteo Bartoli, all'inizio delle guerre napoleoniche (1803), l'italiano era l'idioma parlato come prima lingua da circa il 33% della popolazione dalmata.
Alle valutazioni di Bartoli si affiancano anche altri dati: Auguste de Marmont, il Governatore francese delle Province Illiriche commissionò un censimento nel 1809 attraverso il quale si scoprì che i dalmati italiani, concentrati soprattutto nelle città, costituivano oltre il 29% della popolazione totale della Dalmazia.
La comunità italiana nel corso del XIX secolo era ancora consistente. Secondo il censimento austriaco del 1865 raggiungeva il 12,5% del totale nella regione: un dato inferiore al 20% stimato nel 1816.
Va notato come per secoli, almeno dall'inizio dell'età moderna e fino alla prima metà dell'800, tra molti dalmati ed in particolare tra la componente romanza o romanzizzata, si sviluppò un peculiare senso di appartenenza ed identità regionale, di dalmaticità. Tanto da poter parlare di nazione dalmata.
Con l'affermarsi del concetto di nazionalismo romantico e l'affiorare delle coscienze nazionali, cominciò il processo d'identificazione di singoli e comunità, e la lotta fra gli italiani e gli slavi per il dominio sulla Dalmazia.
La comunità italiana è stata praticamente cancellata da questo scontro fra opposti nazionalismi, che ha conosciuto diverse fasi:
- Tra il 1848 e il 1918 l'Impero Austroungarico - in particolar modo dopo la perdita del Veneto a seguito della Terza guerra d'Indipendenza (1866) - favorì l'affermarsi dell'etnia slava per contrastare l'irredentismo (vero o presunto) della popolazione italiana. Nel corso della riunione del consiglio dei ministri del 12 novembre 1866 l'imperatore Francesco Giuseppe delineò compiutamente in tal senso un piano di ampio respiro:

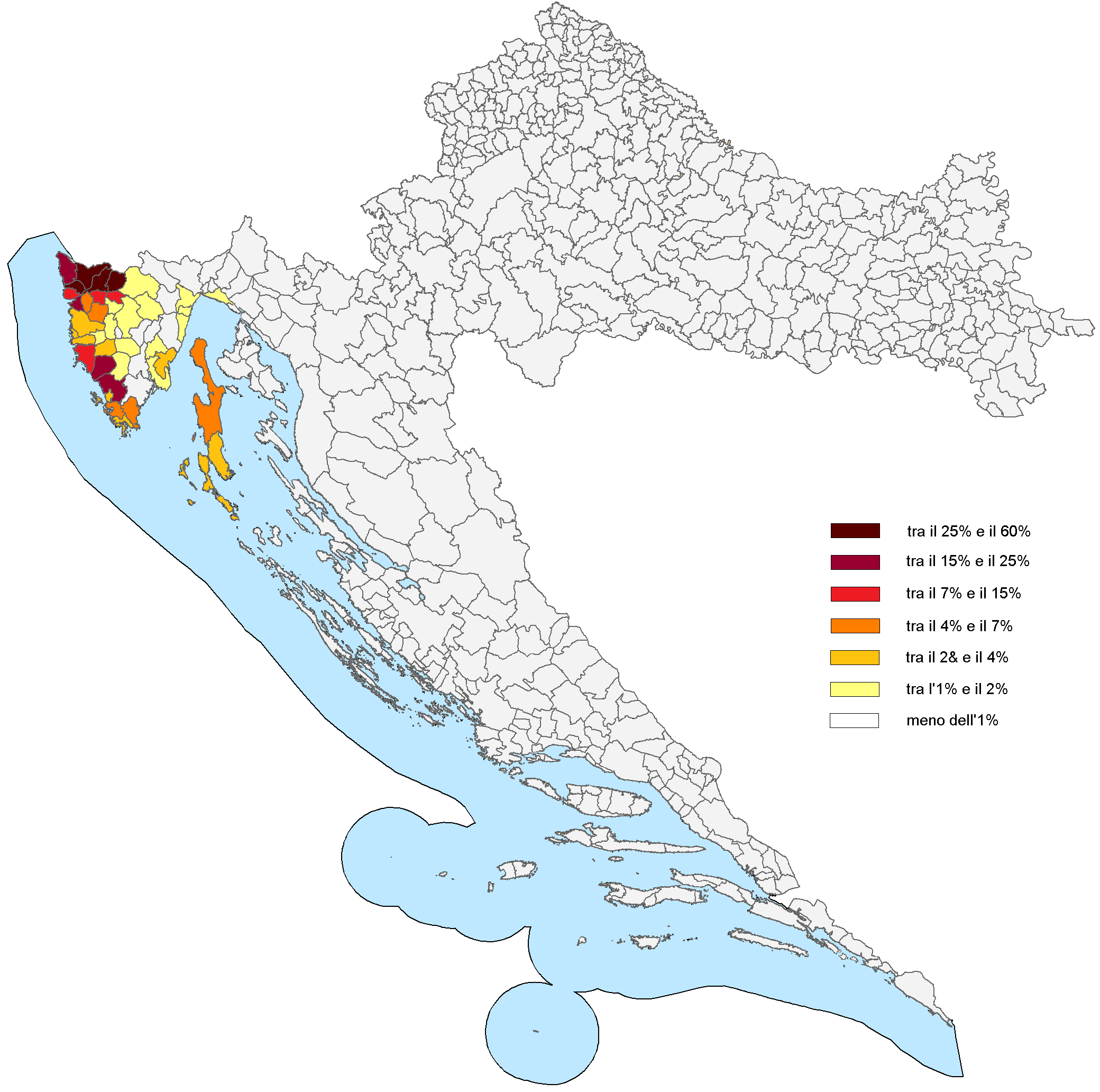
Mappa della Croazia del 2011 indicante i residenti di madrelingua italiana per città e comuni, registrati al censimento ufficiale croato

(Francesco Giuseppe I d'Austria, consiglio della Corona del 12 novembre 1866.)
A partire dal 1866 il nazionalismo croato, che puntava all'unificazione della Dalmazia all'interno dell'Impero col Regno di Croazia e Slavonia, cominciò quindi a raccogliere crescenti simpatie nell'establishment conservatore austriaco, che lo riteneva più fedele degli italiani al potere imperiale. La politica di collaborazione con i serbi locali, inaugurata dallo zaratino Ghiglianovich e dal raguseo Giovanni Avoscani, permise poi agli italiani la conquista dell'amministrazione comunale di Ragusa nel 1899. Nel 1909 la lingua italiana venne vietata però in tutti gli edifici pubblici e gli italiani furono estromessi dalle amministrazioni comunali. Queste ingerenze, insieme ad altre azioni di favoreggiamento al gruppo etnico slavo ritenuto dall'impero più fedele alla corona, esasperarono la situazione alimentando le correnti più estremiste e rivoluzionarie.
- Dopo la prima guerra mondiale le truppe italiane occuparono militarmente la parte della Dalmazia promessa all'Italia dal Patto di Londra, accordo segreto firmato il 26 aprile 1915, che venne stipulato tra il governo italiano e i rappresentanti della Triplice Intesa, con cui l'Italia si impegnò a scendere in guerra contro gli Imperi Centrali in cambio di cospicui compensi territoriali in seguito invece non completamente riconosciuti nel successivo trattato di Versailles, che fu firmato alla fine del conflitto[8]. La regione divenne quindi oggetto di un'aspra contesa e localmente si acuì all'estremo la tensione fra l'elemento italiano e la maggioranza slava. Con l'annessione della maggior parte della Dalmazia al Regno dei Serbi, Croati e Sloveni, si verificò l'esodo di una parte consistente degli italiani ed italofoni della Dalmazia verso Zara, Lagosta (annesse al Regno d'Italia) e verso l'Italia stessa. Ai rimasti - diverse migliaia[9] concentrati prevalentemente a Veglia[10], Sebenico, Spalato, Traù, Ragusa e in alcune isole - fu concesso il diritto di richiedere la cittadinanza italiana - rinunciando a quella jugoslava - a seguito del trattato di Rapallo (1920).
- Per un breve periodo nel Regno d'Italia fu inserito il governatorato della Dalmazia (1941 - 1943), con tre province italiane: la provincia di Zara[11], la provincia di Spalato e la provincia di Cattaro.
- Dopo la seconda guerra mondiale, tutta la Dalmazia, compresa Zara, fu annessa alla nuova Repubblica Socialista Federale di Jugoslavia. La quasi totalità degli italiani prese la strada dell'esodo, che si svolse dal 1943 sino agli anni sessanta.

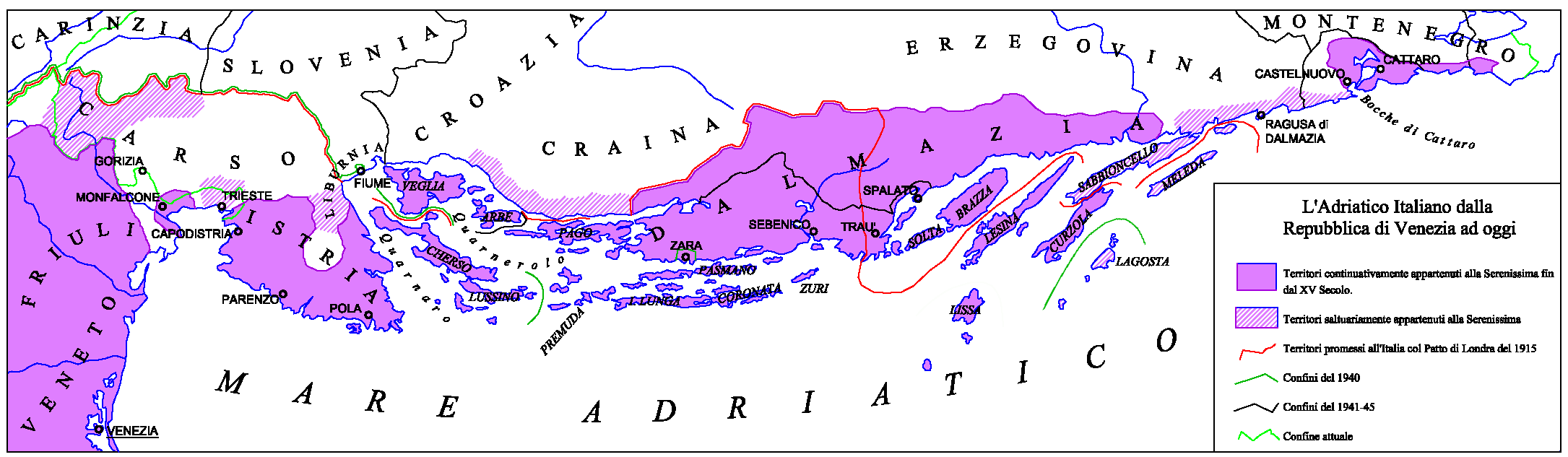
Cartina della Dalmazia e della Venezia Giulia coi confini previsti dal Patto di Londra (linea rossa) e quelli invece effettivamente ottenuti dall'Italia (linea verde). In fucsia sono invece indicati gli antichi domini della Repubblica di Venezia.

## La comunità italiana in Dalmazia

### Diminuzione dei dalmati italiani dall'Ottocento
La diminuzione degli Italiani venne registrata dalle statistiche ufficiali austriache dell'Ottocento, che rilevarono la lingua d'uso della popolazione, ovvero la lingua più spesso adoperata nel corso della giornata.
     Aree assegnate all'Italia (1941-1943): l'area costituente la provincia di Lubiana, l'area accorpata alla provincia di Fiume e le aree costituenti il governatorato di Dalmazia
     Stato Indipendente di Croazia
     Area occupate dalla Germania nazista
     Aree occupate dal Regno d'Ungheria

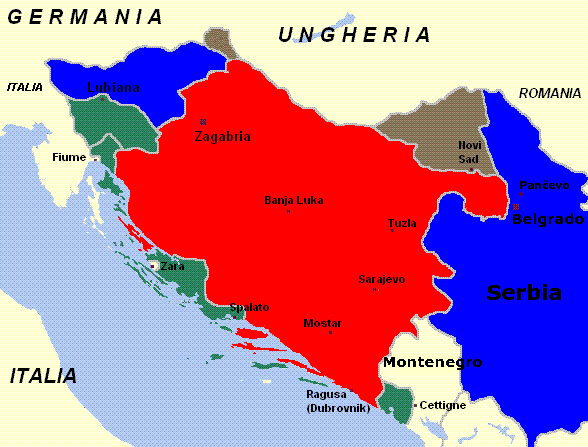
Divisione della Jugoslavia dopo la sua invasione da parte delle potenze dell'Asse.
Aree assegnate all'Italia (1941-1943): l'area costituente la provincia di Lubiana, l'area accorpata alla provincia di Fiume e le aree costituenti il governatorato di Dalmazia
Stato Indipendente di Croazia
Area occupate dalla Germania nazista
Aree occupate dal Regno d'Ungheria

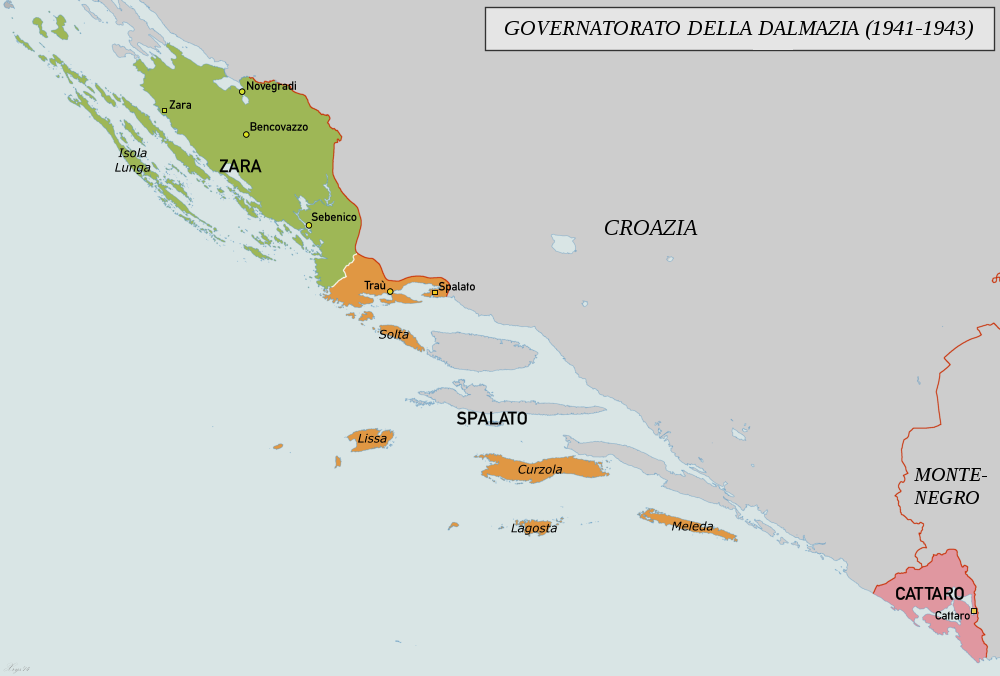
Mappa del governatorato italiano della Dalmazia (1941-1943), con segnate la provincia di Zara (in verde), la provincia di Spalato (in arancio) e la provincia di Cattaro (in rosso scarlatto).

Secondo tali statistiche, la lingua italiana in Dalmazia era parlata nelle seguenti percentuali (escluse le isole quarnerine: Cherso, Lussino, Veglia):
| Anno | Numero di italiani | Percentuale | Popolazione (totale) |
| ---- | ------------------ | ----------- | -------------------- |
| 1800 | 92 500             | 33,00%      | 280 300              |
| 1809 | 75 100             | 29,00%      | 251 100              |
| 1845 | 60 770             | 19,7%       | 310 000              |
| 1865 | 55 020             | 12,5%       | 440 160              |
| 1869 | 44 880             | 10,8%       | 415 550              |
| 1880 | 27 305             | 5,8%        | 470 800              |
| 1890 | 16 000             | 3,1%*       | 516 130              |
| 1900 | 15 279             | 2,6%*       | 587 600              |
| 1910 | 18 028             | 2,7%*       | 677 700              |

L'asterisco * indica i censimenti nei quali venne rilevata sul campo la lingua d'uso. Gli altri dati sono invece contenuti negli annuari statistici dell'impero austriaco.
Per valutare la variazione del numero dei dalmati italiani sono indicativi alcuni dati locali relativi alla lingua d'uso in municipalità specifiche:
- Comune di Veglia
- 1890: italiana 1 449 (71,1%), serbo-croata 508 (24,9%), tedesca 19, slovena 16, altre 5, totale 2 037
- 1900: italiana 1 435 (69,2%), serbo-croata 558 (26,9%), tedesca 28, slovena 22, totale 2 074
- 1910: italiana 1 494 (68%), serbo-croata 630 (28,7%), tedesca 19, slovena 14, altre 2, stranieri 37, totale 2 196
- Comune di Zara
- 1890: italiana 7 672 (27,2%), serbo-croata 19 096 (67,6%), tedesca 568, altre 180, totale 28 230
- 1900: italiana 9 234 (28,4%), serbo-croata 21 753 (66,8%), tedesca 626, altre 181, totale 32 551
- 1910: italiana 11 552 (31,6%), serbo-croata 23 651 (64,6%), tedesca 477, altre 227, stranieri 688, totale 36 595
- Città di Zara
- 1890: italiana 7 423 (64,6%), serbo-croata 2 652 (23%), tedesca 561, altre 164, totale 11 496
- 1900: italiana 9 018 (69,3%), serbo-croata 2 551 (19,6%), tedesca 581, altre 150, totale 13 016
- 1910: italiana 9 318 (66,3%), serbo-croata 3 532 (25,1%), tedesca 397, altre 191, stranieri 618, totale 14 056
- Città di Sebenico
- 1890: italiana 1 018 (14,5%), serbo-croata 5 881 (83,8%), tedesca 17, altre 5, totale 7 014
- 1900: italiana 858 (8,5%), serbo-croata 9 031 (89,6%), tedesca 17, altre 28, totale 10 072
- 1910: italiana 810 (6,4%), serbo-croata 10 819 (85,9%), tedesca 249 (2%), altre 129, stranieri 581, totale 12 588
- Città di Spalato
- 1890: italiana 1 969 (12,5%), serbo-croata 12 961 (82,5%), tedesca 193 (1,2%), altre 63, totale 15 697
- 1900: italiana 1 049 (5,6%), serbo-croata 16 622 (89,6%), tedesca 131 (0,7%), altre 107, totale 18 547
- 1910: italiana 2 082 (9,7%), serbo-croata 18 235 (85,2%), tedesca 92 (0,4%), altre 127, stranieri 871, totale 21 407
- Comune di Ragusa
- 1890: italiana 356 (3,2%), serbo-croata 9 028 (80,8%), tedesca 273 (2,4%), altre 79, totale 11 177
- 1900: italiana 632 (4,8%), serbo-croata 10 266 (77,8%), tedesca 347 (2,6%), altre 306, totale 13 194
- 1910: italiana 486 (3,4%), serbo-croata 10 879 (75,7%), tedesca 558 (3,9%), altre 267, stranieri 2 177, totale 14 367
- Città di Ragusa
- 1890: italiana 331 (4,6%), serbo-croata 5 198 (72,8%), tedesca 249 (3,5%), altre 73, totale 7 143
- 1900: italiana 548 (6,5%), serbo-croata 6 100 (72,3%), tedesca 254 (3%), altre 247, totale 8 437
- 1910: italiana 409 (4,6%), serbo-croata 6 466 (72,2%), tedesca 322 (3,6%), altre 175, stranieri 1 586, totale 8 958
- Città di Cattaro
- 1890: italiana 623 (18,7%), serbo-croata 1 349 (40,5%), tedesca 320 (9,6%), altre 598, totale 3 329
- 1900: italiana 338 (11,2%), serbo-croata 1 498 (49,6%), tedesca 193 (6,4%), altre 95, totale 3 021
- 1910: italiana 257 (8%), serbo-croata 1 489 (46,8%), tedesca 152 (4,8%), altre 73, stranieri 1 207, totale 3 178

In altre località dalmate, stando ai censimenti austriaci, gli italiani conobbero una diminuzione ancor più repentina: nel solo ventennio 1890-1910, nel comune di Arbe passarono da 225 a 151, a Lissa da 352 a 92, a Pago da 787 a 23, a Risano da 70 a 26, sparendo completamente in quasi tutte le località dell'entroterra.

### I dalmati italiani nel XXI secolo
La comunità italiana in Dalmazia, secondo i censimenti del 2011, è costituita da 349 residenti in Croazia e da 135 residenti in Montenegro. Questo numero sale per la Croazia a circa 1 500, considerando i dati forniti dalle locali Comunità degli Italiani e a circa 450 nella costa del Montenegro. 
La comunità in Montenegro, concentrata principalmente nell'area delle Bocche di Cattaro, discende direttamente dai Veneti della storica Albania veneta e rappresenta il gruppo italiano più consistente in Dalmazia. Si stima però che nella Dalmazia croata il numero effettivo sia maggiore, in quanto esiste tuttora un diffuso timore nel dichiararsi italiani. Inoltre le giovani e medie generazioni, spesso cresciute in famiglie miste, tendono a conformarsi ed assimilarsi alla maggioranza, di conseguenza l'età media degli italiani e italofoni autodichiaratisi tali è particolarmente elevata.
A seguito del crollo del regime comunista e alla dissoluzione della Jugoslavia, si è verificato un timido risveglio dell'identità degli ultimi italiani che hanno costituito delle comunità italiane a Zara, Spalato, Lesina, quelle dell'area quarnerina a Cherso, Lussinpiccolo, Veglia e quella a Cattaro nella Dalmazia meridionale. A Ragusa invece esiste una comunità non ufficiale di italiani che fa riferimento al locale vice Consolato onorario d'Italia (il cui responsabile è un raguseo italiano) ed alla Società Dante Alighieri, mentre a Sebenico e Traù i pochissimi italiani sono iscritti alla comunità della vicina Spalato. Sempre a Spalato inoltre è presente il "Centro Ricerche Culturali Dalmate" che nasce nel 2007 con lo scopo di occuparsi di storia e cultura dalmata, con la sua specifica matrice culturale latina e veneta.
In Dalmazia opera la Società Dante Alighieri importante istituzione culturale italiana che ha lo scopo di tutelare e diffondere la lingua e la cultura italiana nel mondo. È presente con quattro sedi: Zara, Spalato, Ragusa e Cattaro.
Il Ministero dell'istruzione croato, dopo un travagliato iter durato alcuni anni, ha autorizzato dall'anno scolastico 2009/2010 l'apertura di una sezione in lingua italiana in uno degli asili di Zara, a causa delle resistenze dell'amministrazione e di parte dell'opinione pubblica locali, l'asilo italiano "Pinocchio" di Zara è stato inaugurato appena nel 2013.

## Italofoni nell'odierna Dalmazia croata
Secondo il censimento del 2011 i dalmati italiani sono in leggero incremento, dai 304 censiti nel 2001 ai 349 del 2011. A questi si aggiungono 705 abitanti che si dichiarano genericamente dalmatini, ossia popolazione mistilingua.
Abitanti censiti (migliaia)

## Il problema dell'identificazione nazionale
La moderna storiografia croata è tuttora affetta da pregiudizi che hanno le loro radici nei conflitti nazionali del XIX secolo.

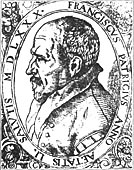
Il dalmata italiano Francesco Patrizi, il cui nome è stato croatizzato in Frane Petrić

In Croazia non si riconosce una presenza autoctona italiana, né presente, né passata. Si sostiene che la Dalmazia fosse già totalmente croatizzata sin dall'Alto Medioevo e che la successiva presenza italiana (ritenuta peraltro limitata) sarebbe esclusivamente dovuta a emigrazioni straniere (prevalentemente veneziani) o all'italianizzazione dell'elemento slavo locale. I dalmati sarebbero dunque da considerarsi tutti croati e gli italiani di Dalmazia dei "croati italianizzati", compresa la totalità dei letterati dalmati, presentati come "scrittori croati in lingua italiana".
L'evidenza storica della presenza romanza dopo le invasioni barbariche viene ammessa, ma si sostiene però che queste popolazioni, parlanti la lingua dalmatica, non sarebbero state connesse con gli italiani e si sarebbero successivamente assimilate ai croati. Gli effetti di queste teorie sono visibili nella storiografia croata, che spesso è purgata di qualsiasi riferimento all'Italia e agli italiani, così come sono state ricostruite a posteriori le storie nazionali di tutti i dalmati famosi, inseriti nell'alveo della storia croata: il filosofo di Cherso Francesco Patrizi è stato ribattezzato Frane Petrić, lo scrittore di Lesina Giovanni Francesco Biondi, oggi in Croazia è noto come Ivan Franjo Bjundović, e l'architetto e scultore fiorentino Niccolò di Giovanni Fiorentino, che lavorò prevalentemente in Dalmazia, oggi è identificato come Nikola Firentinac, ipotizzandone la sua ascendenza croata.